# (4703) Kagoshima
(4703) Kagoshima es un asteroide perteneciente al cinturón de asteroides, descubierto el 16 de enero de 1988 por Masaru Mukai y el también astrónomo Masanori Takeishi desde la Estación Kagoshima, Japón.

## Designación y nombre
Designado provisionalmente como 1988 BL. Fue nombrado Kagoshima en homenaje a 
la prefectura de Kagoshima y su capital del mismo  nombre, lugar donde viven los descubridores, situada en el extremo sur de la isla de Kyushu, al suroeste de Japón. El centro de lanzamiento de cohetes del Instituto de Ciencia Espacial y Astronáutica y la Agencia Nacional de Desarrollo Espacial se encuentran en la prefectura de Kagoshima. La ciudad, también es conocida como el "Nápoles de Oriente", está bajo el dominio del volcán Sakurajima, uno de los más activos de Japón, colindante con la bahía Kinko.

## Características orbitales
Kagoshima está situado a una distancia media del Sol de 2,250 ua, pudiendo alejarse hasta 2,510 ua y acercarse hasta 1,990 ua. Su excentricidad es 0,115 y la inclinación orbital 5,397 grados. Emplea 1233 días en completar una órbita alrededor del Sol.

## Características físicas
La magnitud absoluta de Kagoshima es 13,4. Tiene 4,31 km de diámetro y su albedo se estima en 0,473.